# Station Zagórze przy Skawcach
Station Zagórze przy Skawcach is een spoorwegstation in de Poolse plaats Zagórze.